# هوغو سواريز
هوغو سواريز (بالإسبانية: Hugo Suárez) (7 فبراير 1982 بسانتا كروز دي لا سييرا في بوليفيا - ) هو مدرب كرة قدم ولاعب كرة قدم بوليفي في مركز حراسة المرمى. شارك مع منتخب بوليفيا تحت 20 سنة لكرة القدم ومنتخب بوليفيا لكرة القدم. أما مع النوادي، فقد لعب مع نادي خورخي ويلسترمان ونادي ريال بوتوسي وأورينتي بيتروليرو ونادي ريال سانتا كروز ونادي بلومينغ.

## وصلات خارجية
- هوغو سواريز على موقع إي إس بي إن إف سي (الإنجليزية)
- هوغو سواريز على موقع قاعدة بيانات كرة القدم.إي يو (الإنجليزية)
- هوغو سواريز على موقع ناشيونال فوتبول تيمز (الإنجليزية)
- هوغو سواريز على موقع Soccerway.com (الإنجليزية)